# Andorra op de Olympische Zomerspelen 1992
Andorra deed tijdens de Olympische Zomerspelen 1992 in Barcelona, Spanje voor de vijfde maal in de geschiedenis mee aan de Olympische Zomerspelen. Het vorstendom vaardigde in totaal acht sporters af.

## Resultaten en deelnemers

### Atletiek
| Olympiër     | Discipline       | Resultaat | Prestatie           |
| ------------ | ---------------- | --------- | ------------------- |
| Maggy Moreno | hoogspringen (m) | 41e       | kwalificatie: 1,70m |

### Judo
| Olympiër     | Discipline | Resultaat | Prestatie |
| ------------ | ---------- | --------- | --------- |
| Antoni Molne | -60kg (m)  | 23e       |           |

### Schietsport
| Olympiër    | Discipline | Resultaat | Prestatie                |
| ----------- | ---------- | --------- | ------------------------ |
| Joan Besoli | trap (m)   | 29e       | kwalificatie: 140 punten |

### Wielersport
| Olympiër      | Discipline       | Resultaat | Prestatie      |
| ------------- | ---------------- | --------- | -------------- |
| Juan González | wegwedstrijd (m) | DNF       | niet gefinisht |
| Emili Pérez   | wegwedstrijd (m) | 82e       | 4:58.25        |
| Xavier Pérez  | wegwedstrijd (m) | 31e       | 435.56         |

### Zeilen
| Olympiër                | Discipline | Resultaat | Prestatie                        |
| ----------------------- | ---------- | --------- | -------------------------------- |
| David Ramón Oscar Ramón | 470 (m)    | 27e       | 160 punten (21-35-37-33-3-31-41) |

Albanië · Algerije · Amerikaanse Maagdeneilanden · Amerikaans-Samoa · Andorra · Angola · Antigua en Barbuda · Argentinië · Aruba · Australië · Bahama's · Bahrein · Bangladesh · Barbados · België · Belize · Benin · Bermuda · Bhutan · Bolivia · Bosnië en Herzegovina · Botswana · Brazilië · Britse Maagdeneilanden · Bulgarije · Burkina Faso · Canada · Centraal-Afrikaanse Republiek · Chili · China · Chinees Taipei · Colombia · Congo-Brazzaville · Cookeilanden · Costa Rica · Cuba · Cyprus · Denemarken · Djibouti · Dominicaanse Republiek · Duitsland · Ecuador · Egypte · El Salvador · Equatoriaal-Guinea · Estland · Ethiopië · Fiji · Filipijnen · Finland · Frankrijk · Gabon · Gambia · Gezamenlijk team · Ghana · Grenada · Griekenland · Groot-Brittannië · Guam · Guatemala · Guinee · Guyana · Haïti · Honduras · Hongarije · Hongkong · Ierland · IJsland · India · Indonesië · Irak · Iran · Israël · Italië · Ivoorkust · Jamaica · Japan · Jemen · Jordanië · Kaaimaneilanden · Kameroen · Kenia · Koeweit · Kroatië · Laos · Lesotho · Letland · Libanon · Libië · Liechtenstein · Litouwen · Luxemburg · Madagaskar · Malawi · Malediven · Maleisië · Mali · Malta · Marokko · Mauritanië · Mauritius · Mexico · Monaco · Mongolië · Mozambique · Myanmar · Namibië · Nederland · Nederlandse Antillen · Nepal · Nicaragua · Nieuw-Zeeland · Niger · Nigeria · Noord-Korea · Noorwegen · Oeganda · Oman · Oostenrijk · Pakistan · Panama · Papoea-Nieuw-Guinea · Paraguay · Peru · Polen · Portugal · Puerto Rico · Qatar · Roemenië · Rwanda · Saint Vincent‑Grenadines · Salomonseilanden · Samoa · San Marino · Saoedi-Arabië · Senegal · Seychellen · Sierra Leone · Singapore · Slovenië · Soedan · Spanje · Sri Lanka · Suriname · Swaziland · Syrië · Tanzania · Thailand · Togo · Tonga · Trinidad en Tobago · Tsjaad · Tsjecho-Slowakije · Tunesië · Turkije · Uruguay · Vanuatu · Venezuela · Verenigde Arabische Emiraten · Verenigde Staten · Vietnam · Zaïre · Zambia · Zimbabwe · Zuid-Afrika · Zuid-Korea · Zweden · Zwitserland · Onafhankelijke olympische deelnemers